# (471) Papagena
(471) Papagena – planetoida z pasa głównego asteroid okrążająca Słońce w ciągu 4 lat i 331 dni w średniej odległości 2,89 j.a. Została odkryta 7 czerwca 1901 roku w Landessternwarte Heidelberg-Königstuhl w Heidelbergu przez Maxa Wolfa. Nazwa planetoidy pochodzi od imienia bohaterki opery Czarodziejski flet austriackiego kompozytora Wolfganga A. Mozarta. Przed nadaniem nazwy planetoida nosiła oznaczenie tymczasowe (471) 1901 GN.